# 勐库镇
勐库镇（佤语：gaeng ku:1129），是中华人民共和国云南省临沧市双江拉祜族佤族布朗族傣族自治县下辖的一个乡镇级行政单位。2019年被评为中国文化百强镇。

## 行政区划
勐库镇下辖以下地区：
城子村、亥公村、那赛村、邦渎村、那蕉村、坝糯村、梁子村、冰岛村、坝卡村、懂过村、大户赛村、公弄村、丙山村、邦改村、护东村和忙那村。

## 中国传统村落
2013年8月，冰岛村被评为第二批中国传统村落。